# Kroiànskoie
Kroiànskoie - Кроянское (rus) - és un poble del krai de Krasnodar, a Rússia. Es troba als vessants del Caucas occidental, a la capçalera del riu Dzeberkoi, prop de la riba nord-oriental de la mar Negra, a 3 km a l'est de Tuapsé i a 106 km al sud de Krasnodar.
Pertany al poble de Xepsi.